# 마팔데
마팔데(이탈리아어: mafalde, 단수: mafalda 마팔다[*])는 이탈리아의 파스타이다. 리본형 파스타 면의 일종이다. 사각형으로 생긴 모양이 특징이다. 마팔디네(이탈리아어: mafaldine, 단수: mafaldina 마팔디나[*])나 레지네테(이탈리아어: reginette, 단수: reginetta 레지네타[*])로도 부른다.
평평하고 넓으며 보통 1cm 정도이다. 각 면에 울퉁불퉁한 형상으로 파도처럼 굽이치는 형태를 띤다. 링귀네나 페티치네와 같은 형태의 리본 파스타와 준비 과정이 비슷하다. 다만 소스를 쓸 때 좀 더 세심하게 고려해야 한다.
이 파스타는 말보이의 마팔다 공주(Princess Mafalda of Savoy)를 기리고자 이름 지었기에 그 별칭이 "어린 여왕들"이다.

## 요리
- 낙지와 토마토를 곁들인 레지네테: 이탈리아 남부 지역에서 가볍게 즐기는 낙지가 들어간 건강식 파스타. 레몬 즙을 뿌리고 올리브유를 두른 후 소금과 후추를 뿌려 먹는다.[1]

## 사진

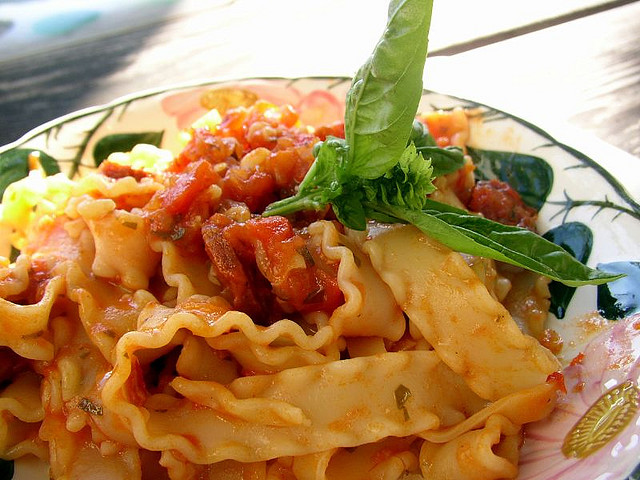
보드카 소스를 넣은 마팔데 파스타
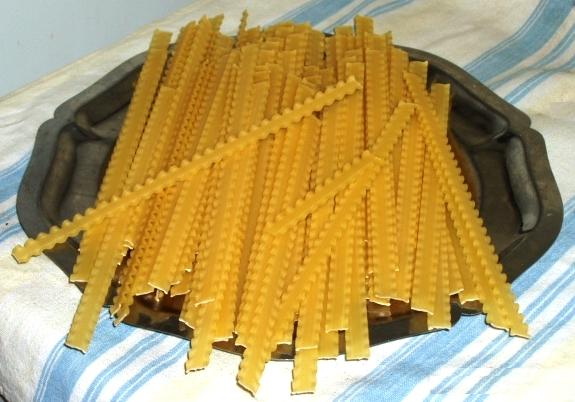
조리 전의 마팔디네